# صدای سکوت (فیلم ۱۹۵۳)
صدای سکوت (ایتالیایی: La voce del silenzio) فیلمی به کارگردانی گئورگ ویلهلم پابست است که در سال ۱۹۵۳ منتشر شد.

## بازیگران
- آلدو فابریتسی
- ژان ماره
- ادواردو چانلی
- فرناندو فرنان گومز
- پائولو استوپا
- روسانا پودستا
- ماریو جیروتی
- ماریا گراتسیا فرانچا
- کِـکو دورانته
- پینا پیووانی
- فرانکو اسکاندورا
- انریکو لوتسی